# Dendrobium crabro
Dendrobium crabro är en orkidéart som beskrevs av Henry Nicholas Ridley. Dendrobium crabro ingår i släktet Dendrobium, och familjen orkidéer. Inga underarter finns listade i Catalogue of Life.